# Gustav von Hagenow
Paul Gustav von Hagenow (* 16. Juni 1813 in Langenfelde; † 28. September 1876 ebenda) war ein deutscher Jurist und Mitglied der Frankfurter Nationalversammlung.

## Leben und Leistungen
Als Sohn eines vermögenden Gutsbesitzers aus der briefadeligen pommerschen Familie von Hagenow wurde Gustav von Hagenow 1813 auf dem vorpommerschen Gut Langenfelde bei Grimmen geboren und wuchs dort auf. Von 1830 bis 1832 studierte er Jura in Bonn und Greifswald. Schon in Bonn hatte er mit den Burschenschaften sympathisiert, er wurde 1832 Mitglied der Burschenschaft Germania Bonn. Als Mitglied der Alten Greifswalder Burschenschaft/Arminia, in die er 1832 eintrat, wurde er 1836 nach einer Denunziation verhaftet und zu sechsmonatiger Haftstrafe verurteilt, die er in Greifswald verbüßte. Im Zuge der Demagogenverfolgung wurde er im Schwarzen Buch der Frankfurter Bundeszentralbehörde (Eintrag Nr. 602) festgehalten.
Nach Abschluss seiner Studien widmete er sich der Verwaltung der geerbten Rittergüter Glewitz und Langenfelde und wurde Mitglied des Pommerschen Provinziallandtages.
Hagenow wurde für den 14. Wahlkreis der Provinz Pommern (Grimmen) in die Frankfurter Nationalversammlung gewählt, der er vom 18. Mai 1848 bis zum 23. Januar 1849 angehörte. Ab dem 26. Mai 1848 war er Mitglied des Ausschusses für die Marine und ab dem 5. Mai 1848 des Ausschusses für die Volksbewaffnung. Politisch fühlte er sich dem Rechten Centrum Casino-Fraktion zugehörig. Als Redner trat er nicht auf. Sein Nachfolger im Mandat war Conrad Matthies, Professor in Greifswald.
Von 1852 bis 1863 war Hagenow zunächst stellvertretender Landrat und später Landrat des Landkreises Grimmen. Nach politischen Auseinandersetzungen  mit der preußischen Regierung aufgrund seiner liberalen Haltung wurde er 1863 seines Amtes enthoben. 1867 ist sein Direktoriumssitz des Baltischen Vereins für die Beförderung der Landwirtschaft nachgewiesen. Bis 1875 war er als Vorsitzender der Kreisvorstände auch Direktor der Kreissparkasse tätig.
Hagenow erkrankte nach einem Jagdunfall und starb 1876 an dessen Folgen.
Er war in erster Ehe mit Luise Finelius (1813–1859), einer Tochter des Greifswalder Professors Friedrich Finelius verheiratet. Ihr älterer Sohn Gustav von Hagenow wurde Landrat des Landkreises Grimmen, ihr jüngerer Sohn Maximilian von Hagenow wurde General der Kavallerie. In zweiter Ehe war der ehemalige Landrat mit Hulda von Schmitterlow (1821–1910) vermählt.